# Ópera prima (cine)
En cine, una ópera prima se refiere a la primera película que un director realiza a lo largo de su carrera. Es el debut cinematográfico de un cineasta en la dirección, y a menudo es considerada una obra significativa, ya que puede establecer su estilo, visión y enfoque narrativo. La ópera prima suele ser objeto de atención especial tanto por parte de la crítica como del público, ya que representa el primer paso de un director en la industria del cine y puede influir en su futuro profesional.
Muchas óperas primas se han convertido en películas icónicas y han lanzado la carrera de sus directores a la fama internacional. Por ejemplo, Ciudadano Kane (1941) fue la ópera prima de Orson Welles, y a pesar de ser su primer largometraje, es considerada una de las mejores películas de la historia del cine. Otro caso notable es Reservoir Dogs (1992), la ópera prima de Quentin Tarantino, que rápidamente lo estableció como uno de los directores más influyentes de su generación. Además, algunas óperas primas han ganado importantes premios en festivales de cine. Por ejemplo, The Night of the Hunter (1955) fue la única película dirigida por Charles Laughton, pero con el tiempo se ha convertido en un clásico y es admirada por su estilo visual único y su narrativa.